# Sapphirina auronitens
Sapphirina auronitens is een eenoogkreeftjessoort uit de familie van de Sapphirinidae. De wetenschappelijke naam van de soort is voor het eerst geldig gepubliceerd in 1863 door Claus.